# ベベ (サッカー選手)
ベベ（Bebé）こと、ティアゴ・マヌエル・ディアス・コレイラ（Tiago Manuel Dias Correia、1990年7月12日 - ）は、ポルトガル共和国リスボン県アグアルヴァ＝カセーン出身のカーボベルデ代表プロサッカー選手。ラシン・フェロル所属。ポジションは、ミッドフィールダー。

## クラブ経歴
CFエストレラ・アマドーラの下部組織出身。トップチーム昇格後、ヴィトーリアSCを経てマンチェスター・ユナイテッドFCに移籍。当時のポルトガル代表監督であるカルロス・ケイロスの進言でアレックス・ファーガソンが獲得を決断した。
しかし、全く結果を残すことが出来ず、トルコ、次いでポルトガルのクラブにレンタルされ2014年にSLベンフィカに完全移籍した。
のちにファーガソンはベベの獲得を振り返って、監督人生の中で最悪の補強に挙げている。
2016年7月12日、SDエイバルに4年契約で移籍。
2018年1月、ラージョ・バジェカーノにレンタル移籍。8月31日に完全移籍となった。

## 代表経歴
2022年3月16日、グアドループ代表との親善試合でカーボベルデ代表として初出場。

## タイトル
ベンフィカ
- スーペルタッサ・カンディド・デ・オリベイラ: 2014

ラージョ・バジェカーノ
- セグンダ・ディビシオン: 2017-18